# Regering-Fallières
De regering-Fallières was van 29 januari 1883 tot 21 februari 1883 de regering van Frankrijk. De regering stond onder leiding van premier Armand Fallières.

## Regering-Fallières (29 januari1883–21 februari1883)
- Armand Fallières - Frans Premier, interim minister van Buitenlandse Zaken, Binnenlandse Zaken, en Kerkelijke Zaken
- Jean Thibeadin - Minister van Oorlog
- Pierre Tirard - Minister van Financiën
- Paul Devès - Minister van Justitie
- François de Mahy - Minister van Landbouw, interim minister van Marine en Koloniën
- Jules Duvaux - Minister van Onderwijs en Schone Kunsten
- Anne Charles Hérisson - Minister van Publieke Werken
- Adolphe Cochery - Minister van Posterijen en Telegrafie
- Pierre Legrand - Minister van Handel